# Armando González (ur. 1968)
Armando González, właśc. Luis Armando González Bejarano, pseud. Mandín (ur. 16 listopada 1968 w Aguascalientes) – meksykański piłkarz, występujący w czasie kariery zawodniczej na pozycji napastnika, oraz trener.
Jego syn Armando González również jest piłkarzem.

## Kariera klubowa
González jest wychowankiem akademii juniorskiej klubu Chivas de Guadalajara, do którego seniorskiej drużyny został włączony w wieku dwudziestu jeden lat przez szkoleniowca Alberto Guerrę. W meksykańskiej Primera División zadebiutował 12 marca 1989 w wygranym 5:2 meczu z Santos Laguną, natomiast premierowego gola w najwyższej klasie rozgrywkowej strzelił 14 maja tego samego roku w wygranej 3:0 konfrontacji z Pumas UNAM. W podstawowym składzie częściej zaczął się pojawiać dopiero za kadencji argentyńskiego trenera Miguela Ángela Lópeza, jednak nie potrafił sobie wywalczyć na stałe pewnego miejsca w pierwszej jedenastce. Ogółem w ekipie Chivas spędził bez większych sukcesów prawie siedem lat, a w dwóch ostatnich sezonach nie zdołał nawet wystąpić w żadnym ligowym spotkaniu. W połowie 1995 roku został piłkarzem innego zespołu z Guadalajary – Tecos UAG, gdzie jako podstawowy gracz występował przez kolejny sezon, również nie odnosząc żadnego osiągnięcia.
Latem 1996 González przeszedł do klubu Deportivo Toluca, którego barwy również reprezentował przez rok, po czym podpisał umowę z Tiburones Rojos de Veracruz. Z zespołem z portowego miasta na koniec sezonu 1997/1998 spadł do drugiej ligi meksykańskiej, lecz sam pozostał na najwyższym szczeblu rozgrywek, zostając zawodnikiem Club Celaya. Tam pełnił jednak wyłącznie rolę rezerwowego, wobec czego po upływie dwunastu miesięcy przeniósł się do drugoligowej drużyny Correcaminos UAT z siedzibą w mieście Ciudad Victoria, gdzie z kolei spędził pół roku. W styczniu 2000 powrócił do Celayi, gdzie występował po raz drugi przez kolejne dwa i pół roku, lecz ponownie jako rezerwowy (oprócz trwania półrocznej kadencji trenera Luisa Floresa) i bez poważniejszych osiągnięć. W 2002 roku trafił do Querétaro FC, w którego barwach grał przez sześć miesięcy, a profesjonalną karierę zakończył w wieku 35 lat, ponownie jako piłkarz Celayi, tym razem występującej już w drugiej lidze.

## Kariera trenerska
Po zakończeniu kariery piłkarskiej González znalazł zatrudnienie w zespole Club Necaxa z siedzibą w swoim rodzinnym mieście Aguascalientes, gdzie w latach 2009–2013 pełnił rolę dyrektora sportowego, zaś w latach 2009–2010 był ponadto asystentem trenera pierwszego zespołu – Omara Arellano. W sierpniu 2013 zastąpił zmagającego się z kłopotami zdrowotnymi Jaime Ordialesa na stanowisku szkoleniowca seniorskiej drużyny, występującej wówczas w drugiej lidze meksykańskiej. Już w swoim premierowym, jesiennym sezonie Apertura 2013 dotarł z Necaxą dwumeczu finałowego rozgrywek Ascenso MX, przegrywając w nim jednak z Universidadem de Guadalajara. Ogółem drużynę prowadził przez niecały rok, jednak nie zdołał awansować z nią do najwyższej klasy rozgrywkowej, a stanowisko trenera opuścił w kwietniu 2014, bezpośrednio po odejściu z klubu właściciela – przedsiębiorstwa Televisa.